# Les Carnets du bon Dieu
Les Carnets du bon Dieu est un roman de Pierre Daninos paru en 1947 aux éditions de la Jeune Parque et ayant reçu le Prix Interallié la même année.

## Résumé
Dieu s’ennuie. Il décide de faire vivre un homme à l’envers. Le faire naître très vieux, à la porte de la mort et le faire rajeunir durant sa vie. Ainsi nait Monsieur Limonaire. « Jeune » sérieux, raflant les prix. Homme d’affaires redoutable, il connait la réussite sociale et professionnelle. Mais il devient de plus en plus gamin, porte son intérêt de ses affaires vers son train électrique, et finit par se trouver dans un landau, balbutiant. Dieu est ennuyé, ne pouvant le faire revenir d’où il vient. Que faire ? Il le fait écraser par un autobus.

## Éditions
- Les Carnets du bon Dieu, éditions de la Jeune Parque, 1947.